# ويلا
فيلا (بالألمانية: Wella) هي واحدة من أكبر شركات العناية بالشعر والمستحضرات التجميل، تم تأسيس هذه الشركة في سنة 1880 من قبل فرانز شتروهر، فيلا هي شركة ألمانية ويقع مقرها في مدينة جنيف في سويسرا. وهذه الشركة تتخصص في العناية بالشعر وتسريح الشعر وأصباغ الشعر، في 2003 قامت شركة بروكتر وغامبل بشرائها وتغير إسمها إلى فيلا أي جيWella AG.